# Association nationale des sports de Sainte-Hélène
L'association nationale des sports de Sainte-Hélène, en anglais National Sports Association of Saint Helena (NSASH) est l’organisme qui est responsable du mouvement des Jeux du Commonwealth et des Jeux des Îles dans le territoire britannique d'outre-mer de Sainte-Hélène, Ascension et Tristan da Cunha.
Elle existe depuis le début des années 1980 lorsqu'une première équipe d'athlètes a quitté l'île pour aller participer à des compétitions sportives lors de Jeux de Brisbane de 1982.
Le terrain de jeu Francis Plain (en) est le seul terrain de sport légué à l'île par la famille Thorpe. Athlétisme, Badminton, cricket, golf (un parcours de neuf trous est situé à Longwood), tir et squash sont les sports pratiqués sur l'île. L'association de cricket est par ailleurs affilié au Conseil international du cricket